# Coupe de France 1993
Die Coupe de France1993 war die 2. Austragung der Coupe de France, einer seit der Saison 1992 stattfindenden Serie von französischen Eintagesrennen. Die Fahrerwertung gewann der Franzose Thierry Claveyrolat vom französischen Team gan, das auch die Teamwertung gewann.

## Rennen
| Datum         | Rennen                             | Sieger              |
| ------------- | ---------------------------------- | ------------------- |
| 20. Februar   | Tour du Haut-Var                   | Thierry Claveyrolat |
| 21. März      | Grand Prix Cholet-Pays de la Loire | Marc Bouillon       |
| 4. April      | Grand Prix de Rennes               | Eddy Seigneur       |
| 8. April      | Grand Prix de Denain               | Marcel Wüst         |
| 13. April     | Paris–Camembert                    | Oleg Kozlitin       |
| 26. April     | Tour de Vendée                     | Dimitri Schdanow    |
| 3. Mai        | Trophée des Grimpeurs              | Thierry Claveyrolat |
| 20. Mai       | Classique des Alpes                | Eddy Bouwmans       |
| 29. Mai       | A Travers le Morbihan              | Marcel Wüst         |
| 24. August    | Grand Prix Ouest France            | Thierry Claveyrolat |
| 12. September | Grand Prix de Fourmies             | Maximilian Sciandri |
| 19. September | Grand Prix d’Isbergues             | Jaan Kirsipuu       |
| 1. Oktober    | Paris–Bourges                      | Bruno Cornillet     |

## Fahrerwertung
| Position | Fahrer              | Team      | Punkte |
| -------- | ------------------- | --------- | ------ |
| 1        | Thierry Claveyrolat | gan       | 210    |
| 2        | François Simon      | Castorama | 105    |
| 3        | Eddy Seigneur       | gan       | 104    |